# 水資源局 (タイ)
タイ王国天然資源・環境省水資源局 (タイ語:กรมทรัพยากรน้ำ、英語：Department of Water Resources：DWR）は、タイ内閣天然資源・環境省の部局の一つ。2002年に設置。 

## 概要
水資源局は、水資源に関する政策、基本計画の策定、教育研究、資源保全推進、水域の再生などを行う局レベル組織。

## 歴史
タイ国内の水資源管理を進展させるために、内閣は2000年7月25日に『国家水資源ヴィジョン』を策定し、2025年までに、タイ国内全域で安全な水へ十分なアクセスが可能にするために、規律と持続性のある水資源管理組織および法の整備をさまざまなセクターの協力の下で進めていくことを発表した。
『国家水資源ヴィジョン』に続いて、2000年10月31日『国家水資源方針』を策定。1997年タイ王国憲法に基づき、ネットワーク構築、開発、他の資源管理と一体となった水資源管理に重点を置き、環境への影響に配慮しつつ、経済、社会の発展を促す水資源管理を行っていく方針が示された。
2002年に行われた省庁改組の結果、水資源循環を管理する責務を持つ政府機関として水資源局が設置された。同局は、政策、基本計画の策定、教育研究、資源保全推進、水域の再生などを行う。さらに住民との協働事業も進めており、流域小委員会を通じて、意見、協力、情報提供、予算などの分野での住民参加を奨励している。

## 所在地
バンコク パヤータイ区 サームセーンナイ地区 ソーイ34　ラーマ6通り 180/3（เลขที่ 180/3 ถ.พระรามที่ 6 ซอย 34 แขวงสามเสนใน เขตพญาไท กรุงเทพฯ 10400）

## 部局
- 総務部 （สำนักบริหารกลาง）
- 開発・水文学研究部 （สำนักวิจัยพัฒนาและอุทกวิทยา）
- 住民連携推進部（สำนักส่งเสริมและประสานมวลชน）
- 水資源管理部 （สำนักบริหารจัดการน้ำ）
- 水域開発部 （สำนักพัฒนาแหล่งน้ำ）
- 水資源政策・計画部 （สำนักนโยบายและแผนทรัพยากรน้ำ）
- 国際協力連携部 （สำนักประสานความร่วมมือระหว่างประเทศ）
- 流域保全・修復部 （สำนักอนุรักษ์และฟื้นฟูแหล่งน้ำ）
- 水資源情報センター（ศูนย์สารสนเทศทรัพยากรน้ำ）
- 水資源危機防止センター （ศูนย์ป้องกันวิกฤติน้ำ）
- 地方水資源部　第1管区‐第10管区 地方事務所（สำนักทรัพยากรน้ำ ภาค 1-10）
- 内部監査部 （กลุ่มตรวจสอบภายใน）
- 法務部 （กลุ่มงานนิติการ）
- 行政組織改善部 （กลุ่มพัฒนาระบบบริหาร）

## 地方機関
同局は全国10管区に地方水資源部（สำนักทรัพยากรน้ำ）を配置し、全国75県に地域事務所がある。
- 第1管区 ラムパーン
- 第2管区 サラブリー
- 第3管区 ウドーンターニー
- 第4管区 コーンケン
- 第5管区 ナコーンラーチャシーマー
- 第6管区 プラーチーンブリー
- 第7管区 ラーチャブリー
- 第8管区 ソンクラー
- 第9管区 ピサヌローク
- 第10管区 スラーターニー

## 関連事項
- 天然資源・環境省 (タイ)